# 柏露乡
柏露乡，是中华人民共和国江西省吉安市井冈山市下辖的一个乡镇级行政单位。

## 行政区划
柏露乡下辖以下地区：
长富桥村、柏露村、本安村、下陇村、水头村和南木坪村。